# Wall Street (film)
Wall Street (1987) is een Amerikaanse misdaad-dramafilm. De filmproductie richt zich met name op snobisme en de geld-is-alles-mentaliteit uit de jaren '80.
Hoofdrolspeler Michael Douglas won voor zijn hoofdrol in Wall Street onder meer een Academy Award, een Golden Globe, een National Board of Review Award en een Premi David di Donatello. Daryl Hannah 'won' daarentegen de Razzie Award voor slechtste bijrolspeelster.

## Verhaal
De jonge Bud Fox wil het maken als beursmakelaar. Hiervoor moet hij binnengeraken op het kantoor van de grootste investeerder van het moment, Gordon Gekko. Gekko blijkt illegale activiteiten niet te schuwen om zijn fortuin te vergroten. Fox wil snel naar de top en laat zich door hem hierin meeslepen.

## Rolverdeling
| Acteur           | Personage            |
| ---------------- | -------------------- |
| Michael Douglas  | Gordon Gekko         |
| Charlie Sheen    | Bud Fox              |
| Tamara Tunie     | Carolyn              |
| Franklin Cover   | Dan                  |
| John C. McGinley | Marvin               |
| Hal Holbrook     | Lou Mannheim         |
| James Karen      | Lynch                |
| Leslie Lyles     | Natalie              |
| Frank Adonis     | Charlie              |
| John Capodice    | Dominick             |
| Martin Sheen     | Carl Fox, Buds vader |
| Josh Mostel      | Ollie                |
| Andrea Thompson  | Lisa                 |
| Terence Stamp    | Sir Larry Wildman    |
| Sean Young       | Kate Gekko           |
| Cecilia Peck     | Candice Rogers       |
| Paul Guilfoyle   | Stone Livingston     |
| Daryl Hannah     | Darien Taylor        |
| James Spader     | Roger Barnes         |
| Richard Dysart   | Cromwell             |

## Trivia
- In 2010 is het vervolg op deze film uitgekomen; Wall Street: Money Never Sleeps.
- Er is ook een film uit 1916 met de naam Wall Street en een film uit 1929, het jaar van de beurskrach van 1929. Ook in 1987 was er een beurscrash.